# تفاف سبخي
التِفاف السبخي  نوع نباتي حولي يتبع جنس التِفاف من الفصيلة النجمية.

## البيئة والانتشار
موطنه معظم مناطق أوروبا. ينمو في البيئات الرطبة ومناطق المستنقعات.